# Campanario de Reus

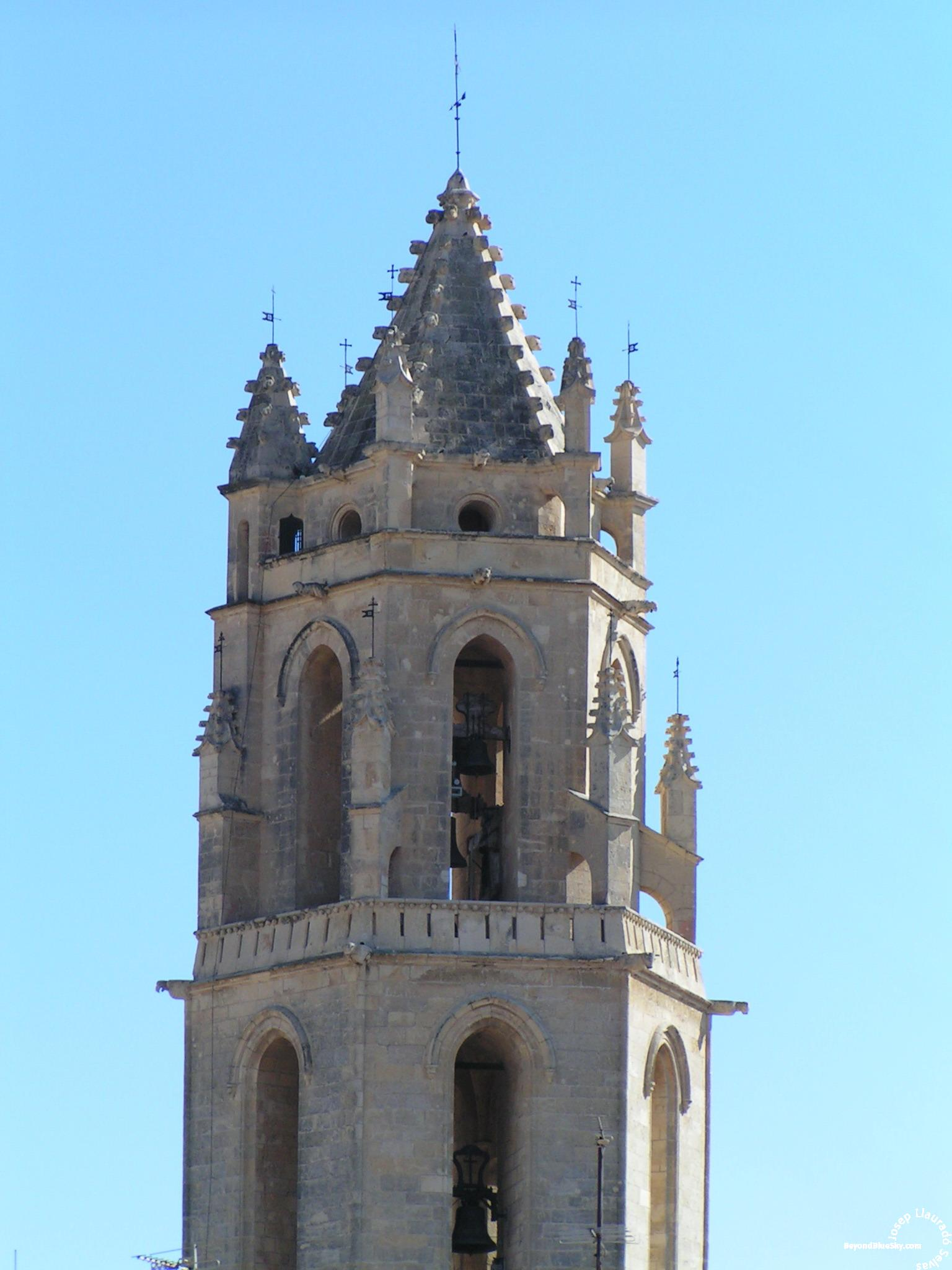
Campanario.

El campanario de Reus es una torre campanario de estilo gótico anexa a la Prioral de San Pedro de Reus, donde se encuentran las campanas y grandes ventanales en los pisos altos (el quinto y sexto). Es una torre hexagonal, de 12 metros de ancho y 62 metros de altura, con siete plantas cubiertas con bóveda de crucería. Está coronado por una pináculo con crestas y rodeada de pináculos más pequeños. Por su altura se puede ver mucho antes de llegar a Reus desde Tarragona.
Fue encargado en 1512 a los maestros Font y Benet Otger de Lyon este último constructor de la iglesia. Las obras se iniciaron en 1520, en el mismo lugar actual, junto a la iglesia y muy cerca del Castillo del Cambrer (castillo del antiguo señor de Reus). En 1543 se consagró la iglesia pero el conjunto no estaba del todo terminado. El campanario se finalizó en 1566 bajo la dirección de maestro Domingo Sarobé. La torre tiene la base a una altura de 119 metros sobre el nivel del mar.
En 1910 la torre se instaló la iluminación completamente con luces de gas, dándole un gran atractivo.
En el campanario de Reus sólo se conservan 4 campanas. En la quinta planta estuvieron instaladas la mayoría de las campanas, desaparecidas durante la última guerra civil española y tenían los nombres de Jesús, Sant Pere, Sant Pau y Sant Jaume. Hacia los años cuarenta se instalaron dos nuevas: la de Misericòrdia en 1941, que ocupa el ventanal de Sant Pere, en dirección norte, y la de Sant Pau (o del trabajo) en 1943, a su lado.
En el centro de la sexta planta y asentada sobre dos caballetes de madera, está la Petra Clàudia o campana horaria, que es la más grande que ha tenido Reus: sus medidas son de 1,36 m de boca y 1,33 m de altura, pesa 1456 kg y data del 1573 (refundida del año 1883). A su lado está la de Sant Bernat, campana de los cuartos conocida como la de los «Gigantes», sustituida en 1990 durante la restauración del campanario.

## Los campaneros
Se tiene constancia que, hasta el 1959, el campanero de Reus era un funcionario municipal; especialmente teniendo en cuenta el uso civil del campanario.
Después de muchos años de haberse perdido la figura del campanero y de haberse casi olvidado los toques tradicionales, en el año 2000 se acordó la recuperación de los toques manuales de fiesta. Desde entonces, los grupos scouts reusenses Misericòrdia y MontsantCim son oficialmente los campaneros de la ciudad de Reus.
Cómo indumentaria llevan la camiseta de campaneros -verde o granate- que identifica los colores corporativos de cada grupo scout, y la pañoleta que identifica mundialmente los más de 40 millones de scouts y guías.